# Fannia nigriclara
Fannia nigriclara är en tvåvingeart som beskrevs av Zhang och Xue 1993. Fannia nigriclara ingår i släktet Fannia och familjen takdansflugor.
Artens utbredningsområde är Liaoning (Kina). Inga underarter finns listade i Catalogue of Life.